# Ricstygnus quineti
Genre
Espèce
Ricstygnus quineti, unique représentant du genre Ricstygnus, est une espèce d'opilions laniatores de la famille des Stygnidae.

## Distribution
Cette espèce est endémique du Ceará au Brésil. Elle se rencontre sur Guaramiranga et Pacoti.

## Description
La carapace du mâle holotype mesure 1,6 mm de long sur 2,4 mm et l'abdomen 1,5 mm de long sur 2,6 mm.

## Étymologie
Cette espèce est nommée en l'honneur d'Yves Patric Quinet.
Ce genre est nommé en l'honneur de Ricardo Pinto-da-Rocha.

## Publication originale
- Kury, 2009 : « A new genus of Stygninae from a relictual rainforest in Ceará, northeastern Brazil (Opiliones, Laniatores, Stygnidae). » Zootaxa, no 2057, p. 63–68.